# Protestantische Kirche (Edenkoben)
Die protestantische Kirche, ehemals St.-Laurentius-Kirche, von Edenkoben ist eine der bedeutsamsten Barockbauten der Vorderpfalz und das Wahrzeichen der Stadt. Die Kirche liegt an der Nordseite des Marktplatzes der Stadt.

## Geschichte
Die Ursprünge des Kirchenbaus gehen auf das Jahr 1439 zurück, als mit dem Bau der nach dem Hl. Laurentius von Rom benannten Kirche begonnen wurde, die 1458 vollendet wurde. Nach der Reformation fiel die Kirche an die Reformierten. 90 Jahre nach dem Dreißigjährigen Krieg wurde die Kirche abgebrochen, erhalten blieben nur vier Geschosse des Turms, und ein Neubau im Stil des Barock wurde errichtet. Am 13. April 1739 legte der Administrationsrat Jacobi aus Heidelberg den Grundstein zum heutigen Kirchenbau.
2014/15 wurde die Kirche umfassend saniert.

## Architektur und Innenausstattung
An der Frontseite öffnet sich neben dem vorgestellten Turm aus Sandsteinmauerwerk ein barockes Portal mit gesprengtem Giebel und einer heute stark beschädigten Wappentafel aus Sandstein.
Das Kirchenschiff ist ein rechteckiger, fünfachsiger Saal von 32 m Länge und 19 m Breite und geradem Chorabschluss. Kanzel und Altar, der auf vier Seiten von einer hölzernen Schranke, dem sogenannten Gärtchen, umgeben war, stehen auf der Nordseite.
Eine umlaufende Empore ruht auf zwölf Säulen, deren Brüstung 41, heute wegen der Orgel nur 38 Gemälde besitzt. Obwohl im reformierten Kirchenbau Bilder eigentlich keinen Platz haben, ließ die reformierte Gemeinde ihre Empore mit Darstellungen aus der biblischen Geschichte schmücken. Der Grund dürfte in dem zum lutherischen Nachbarort Rhodt bestehenden Konkurrenzverhältnis zu suchen sein. Es bleibt unbekannt, wer das etwas willkürlich zusammengestellte Programm ausgesucht hat. Auch der Maler, der sich manchmal seinen Darstellungen an Gemälden von Johann Seekatz orientierte, ist nicht bekannt. Mindestens zwei, wenn nicht gar drei verschiedene Hände waren am Werk. So sind beispielsweise die neutestamentlichen Szenen samt dem landschaftlichen Hintergrund, wie zum Beispiel die Flucht nach Ägypten oder die Paradiesszene, wesentlich feiner ausgeführt (mit erwähnten Anklängen an Seekatz) als die primitiven Illustrationen der Geschichte von David und Saul. Hier wurden Matthäus Merians Illustrationen zur Bibel als Vorbild herangezogen.

### Orgel
Die Orgel in der Kirche wurde 1976–79 von E. F. Walcker & Cie (Murrhardt) als Opus 5558 mit mechanischen Schleifladen erbaut. Der barocke Prospekt von Johann Michael Hartung aus Bad Dürkheim aus dem Jahr 1756 ist erhalten. Das Instrument hat 30 Register auf zwei Manualen und Pedal.
| Hauptwerk C–g3 |                   |         |
| 01.            | Bourdon           | 16′     |
| 02.            | Prinzipal         | 08′     |
| 03.            | Viola da Gamba 0  | 08′     |
| 04.            | Hohlpfeife        | 08′     |
| 05.            | Oktave            | 04′     |
| 06.            | Spitzflöte        | 04′     |
| 07.            | Quinte            | 03′     |
| 08.            | Superoktave       | 02′     |
| 09.            | Gemshorn          | 02′     |
| 10.            | Terz              | 01 3⁄5′ |
| 11.            | Diskantkornett IV | 04′     |
| 12.            | Mixtur IV         | 01 ⁄3′  |
| 13.            | Trompete          | 08′     |
|                | Tremulant         |         |

| I Hauptwerk C–g3 |              |       |
| 14.              | Gedackt      | 8′    |
| 15.              | Salizional   | 8′    |
| 16.              | Prinzipal    | 4′    |
| 17.              | Rohrflöte    | 4′    |
| 18.              | Salizional   | 4′    |
| 19.              | Oktave       | 2′    |
| 20.              | Nasard       | 1 ⁄3′ |
| 21.              | Zimbel III   | 1′    |
| 22.              | Vox humana 0 | 8′    |
|                  | Tremulant    |       |

| Pedal C–f1 |                |        |
| 23.        | Prinzipalbaß 0 | 16′    |
| 24.        | Subbaß         | 16′    |
| 25.        | Prinzipal      | 08′    |
| 26.        | Violon         | 08′    |
| 27.        | Oktave         | 04′    |
| 28.        | Mixtur IV      | 02 ⁄3′ |
| 29.        | Posaune        | 16′    |
| 30.        | Trompete       | 08′    |

- Koppeln: II/I, I/P, II/P
- Spielhilfen: Sperrventil Großpedal